# Veniamin Mandrykin
Veniamin Anatolyevich Mandrykin - em russo, Вениамин Анатольевич Мандрыкин (Oremburgo, 30 de agosto de 1981 – Moscou, 6 de agosto de 2023) foi um futebolista profissional russo que jogava como goleiro.

## Carreira
Formado no Alania Vladikavkaz, Mandrykin ficou mais conhecido por ter jogado no CSKA Moscou entre 2002 e 2010. Inicialmente era reserva do veterano Andrey Novosadov, e após a saída deste, continuou como segunda opção para o gol (Dmitriy Kramarenko havia assumido a titularidade).
Com a saída de Kramarenko em 2003, Venia teria poucas chances no gol do CSKA, principalmente com a ascensão do jovem Igor Akinfeyev. Até 2010, foram 69 jogos.

## Empréstimos a outras equipes
Fora dos planos de Valeriy Gazzayev, Mandrykin foi emprestado a quatro times em três anos: primeiramente no Tom Tomsk (21 jogos) em 2008, e depois atuando poucas vezes por FC Rostov (dez partidas em 2009) e Spartak Nalchik (não entrou em campo) em 2010. Neste mesmo ano, foi emprestado pela quarta vez seguida, desta vez ao Dínamo Bryansk, onde atuaria em doze partidas. De volta ao CSKA no final de 2010, o goleiro não teve seu contrato renovado.

## Acidente e final da carreira
Em novembro de 2010, Mandrykin dirigia um Porsche Cayenne quando bateu o carro em uma árvore ao tentar fugir de uma viatura da polícia. Ele sofreu fratura na coluna vertebral e lesões na medula espinhal, e duas mulheres (entre 19 e vinte anos) também sofreram fraturas no acidente; além delas, dois jogadores do Dínamo Bryansk (Maksim Fyodorov e Marat Magkeyev) tiveram ferimentos mais leves. A batida teve consequências sérias ao goleiro, que foi obrigado a encerrar sua carreira aos 29 anos.
Em dezembro, foi acusado de embriaguez quando causou a batida, podendo pegar até três anos de prisão. Em solidariedade ao atleta, jogadores do Dínamo entraram em campo no primeiro jogo da temporada 2011-12 com a frase "estamos juntos! esteja bem". Ao conceder entrevista em junho de 2011, Mandrykin falou do tratamento que recebia e agradeceu aos médicos que o atenderam. No início de outubro, foi levado a um centro de recuperação.
Quase um ano depois, em setembro de 2012, o ex-goleiro dava mostras de que estava recuperando os movimentos do braço e da região espinhal, e em 2014, continuou a reabilitação. Afirmou que o processo foi rápido, mas ninguém deu informações oficiais e, desde então, Mandrykin continuava impedido de se movimentar sozinho.

## Seleção Russa
Venia jogou apenas duas partidas pela Seleção Russa, em 2003, fazendo sua estreia contra o Chipre. Ele também representou o país nas categorias Sub-18 e Sub-21 entre 2000 e 2002.

## Apoio à Guerra entre Rússia e Ucrânia e morte
Após manifestar seu apoio à Invasão russa à Ucrânia, o ex-goleiro foi punido pelo Conselho de Segurança Nacional do país vizinho com sanções de 50 anos, incluindo proibição de entrar no território ucraniano, bloqueio de ativos, proibição de fazer negócios e comprar imóveis.
Mandrykin faleceu em 6 de agosto de 2023, aos 41 anos.

## Títulos
CSKA Moscou
- Campeonato Russo: 2003, 2005, 2006
- Supercopa da Rússia: 2004, 2006, 2007
- Copa da Rússia: 2001–02, 2004–05, 2005–06, 2007–08
- Copa da UEFA: 2004–05